# Sedum alsinefolium
Sedum alsinefolium là một loài thực vật có hoa trong họ Crassulaceae. Loài này được All. miêu tả khoa học đầu tiên năm 1785.